# Acteniopsis kurdistanella
Acteniopsis kurdistanella är en fjärilsart som beskrevs av Hans Georg Amsel 1959. Acteniopsis kurdistanella ingår i släktet Acteniopsis och familjen mott. Inga underarter finns listade i Catalogue of Life.